# Paul Bracewell
Pour les articles homonymes, voir Bracewell.
Paul Bracewell, né le 19 juillet 1962 à Heswall (Angleterre), est un footballeur anglais, qui évoluait au poste de milieu de terrain à Everton et en équipe d'Angleterre.
Bracewell n'a marqué aucun but lors de ses trois sélections avec l'équipe d'Angleterre en 1985.

## Carrière de joueur
- 1979-1983 : Stoke City  Angleterre
- 1983-1984 : AFC Sunderland  Angleterre
- 1984-1989 : Everton  Angleterre
- 1989-1992 : AFC Sunderland  Angleterre
- 1992-1995 : Newcastle United  Angleterre
- 1995-1997 : AFC Sunderland  Angleterre
- 1997-1999 : Fulham FC  Angleterre [1]

## Palmarès

### En équipe nationale
- 3 sélections et aucun but avec l'équipe d'Angleterre en 1985.

### Avec Everton
- Vainqueur de la Coupe des vainqueurs de coupe en 1985.
- Vainqueur du Championnat d'Angleterre de football en 1985 et 1987.
- Vainqueur du Charity Shield en 1984, 1985, 1986 et 1987.

### Avec Newcastle United
- Vainqueur du Championnat d'Angleterre de football D2 en 1993.

### Avec Sunderland
- Vainqueur du Championnat d'Angleterre de football D2 en 1996.
- Finaliste de la Coupe de la Ligue anglaise en 1992.

### Avec Fulham
- Vainqueur du Championnat d'Angleterre de football D3 en 1999.

## Carrière d'entraîneur
- 1999-2000 : Fulham
- 2000-2001 : Halifax Town